# Thomas Ulsrud
Thomas Ulsrud (n. 21 octombrie 1971, Oslo, Norvegia – d. 24 mai 2022, Oslo, Norvegia) a fost un jucător de curl ce a reprezentat Norvegia, medaliat olimpic. A participat la 3 ediții ale Jocurilor Olimpice (2010, 2014, 2018) în care a câștigat o medalie de argint.